# Kalmar
Pour les articles homonymes, voir Kalmar (homonymie).
Kalmar (Calmar en français) est l'une des plus anciennes villes de Suède, construite sur le détroit de Kalmar, détroit de la mer Baltique. La commune de Kalmar compte 63 000 habitants dont environ 48 000 pour l'agglomération.
La ville est le chef-lieu du comté de Kalmar, dans la province historique de Småland.
Son patrimoine principal est le château, dont la tour carrée date du début du XIIe siècle. Cependant, le centre-ville baroque, avec en particulier la cathédrale, est aussi digne d'intérêt. La ville est également connue pour avoir été le lieu de proclamation de l'union de Kalmar scellant la réunion des trois royaumes scandinaves de 1397 à 1523.
Le Kalmar FF, son club de football, a gagné la coupe de Suède en 2007 et le championnat de Suède en 2008.

## Histoire

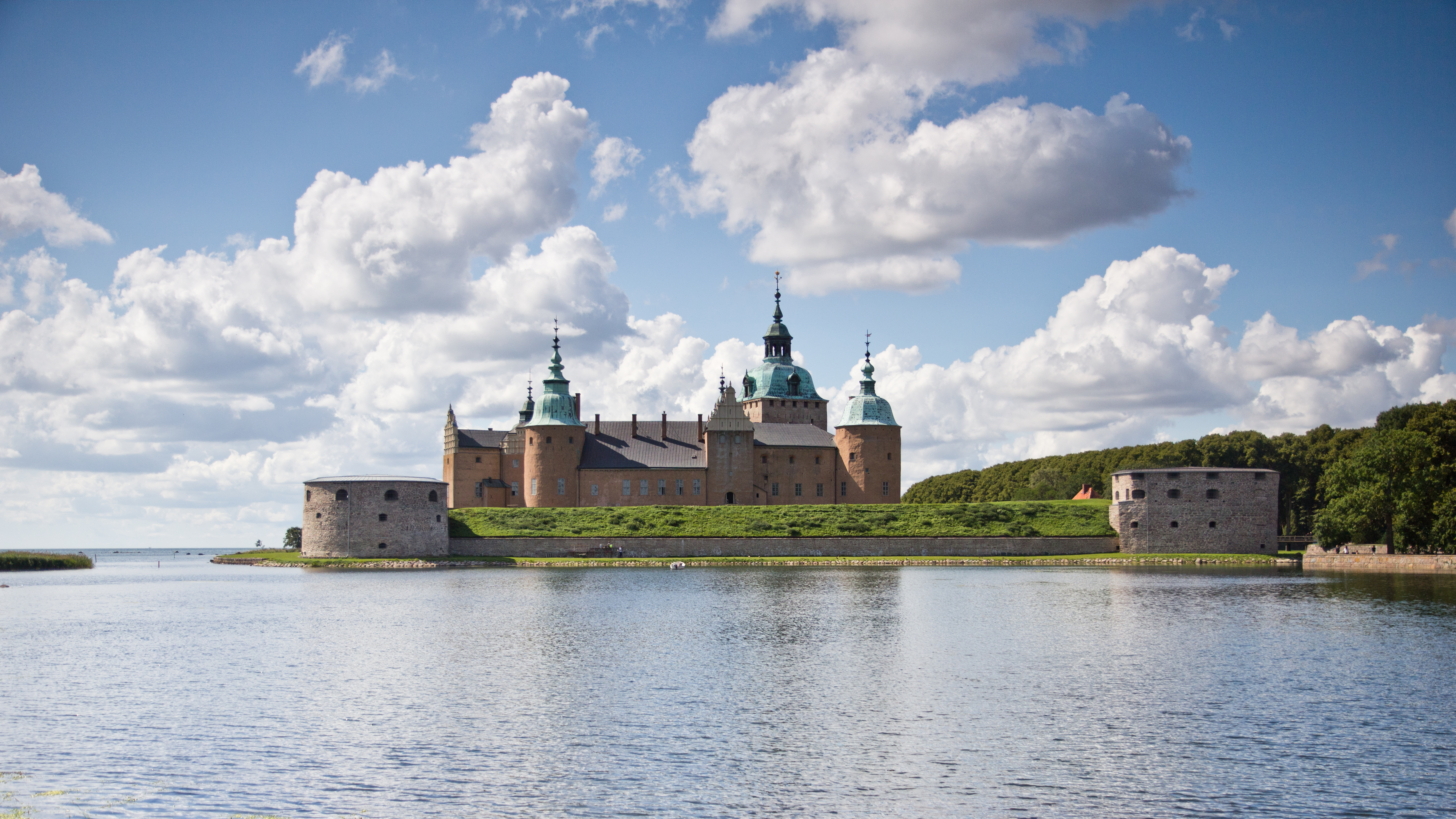
Baie du château.

Si de nombreuses traces archéologiques à l'ouest de Tingby montrent une présence humaine datant de l'âge du fer, c'est un cercle formé de sept pierres (domarring) qui attire l'attention près de l'aéroport. Le monument funéraire semble marquer le début d'une vie régulière et agricole sur le site de Kalmar.
La première mention historique de Kalmar remonte aux environs de l'An Mil, en plein âge viking, avec l'inscription runique sur pierre (référencée Sö 333) retrouvée à Södermanland, qui évoque le meurtre d'une personne à Kalmarna sundum (détroit de Kalmar). Le texte runique transcrit le norrois « Amundi(?) ræisti stæin þenna at(?) sun sinn Runulf/Unnulf ok Hring(?), broður sinn. Varð uti drepinn i Kalmarna sundum, foru af Skanøy. Æskell/ÆsgæiRR risti runaR þaRsi. » ; « Ámundi(?) a érigé cette pierre en mémoire de(?) son fils Rúnulfr/Unnulfr, et son frère Hringr(?). (Il) a été tué au détroit de Kalmar, (alors qu'ils) voyageaient depuis la Scanie. Áskell/Ásgeirr a gravé ces runes. »
Le nom Kalmar vient probablement d'un mot suédois qui évoque quelque chose fondé sur les pierres, à l'image des bancs de pierres encore visibles quand on vient de l'île de Gotland, et qui constituaient un endroit aussi dangereux que défensivement efficace. La ville, qui est placée sur la route de l'exportation du fer par la Baltique, devient au XIIIe siècle un riche port commercial majoritairement tenu par des négociants allemands. Considérée alors comme une ville majeure de la Suède, elle exporte la pierre calcaire de Götland, le goudron et le bois des forêts de Småland, du beurre, du seigle, des cuirs et du minerai de fer. En importation elle introduit sur le marché suédois le sel, des tissus, du vin, de la bière et des épices. Elle sera un des comptoirs de la Hanse.

## Économie

### Formation

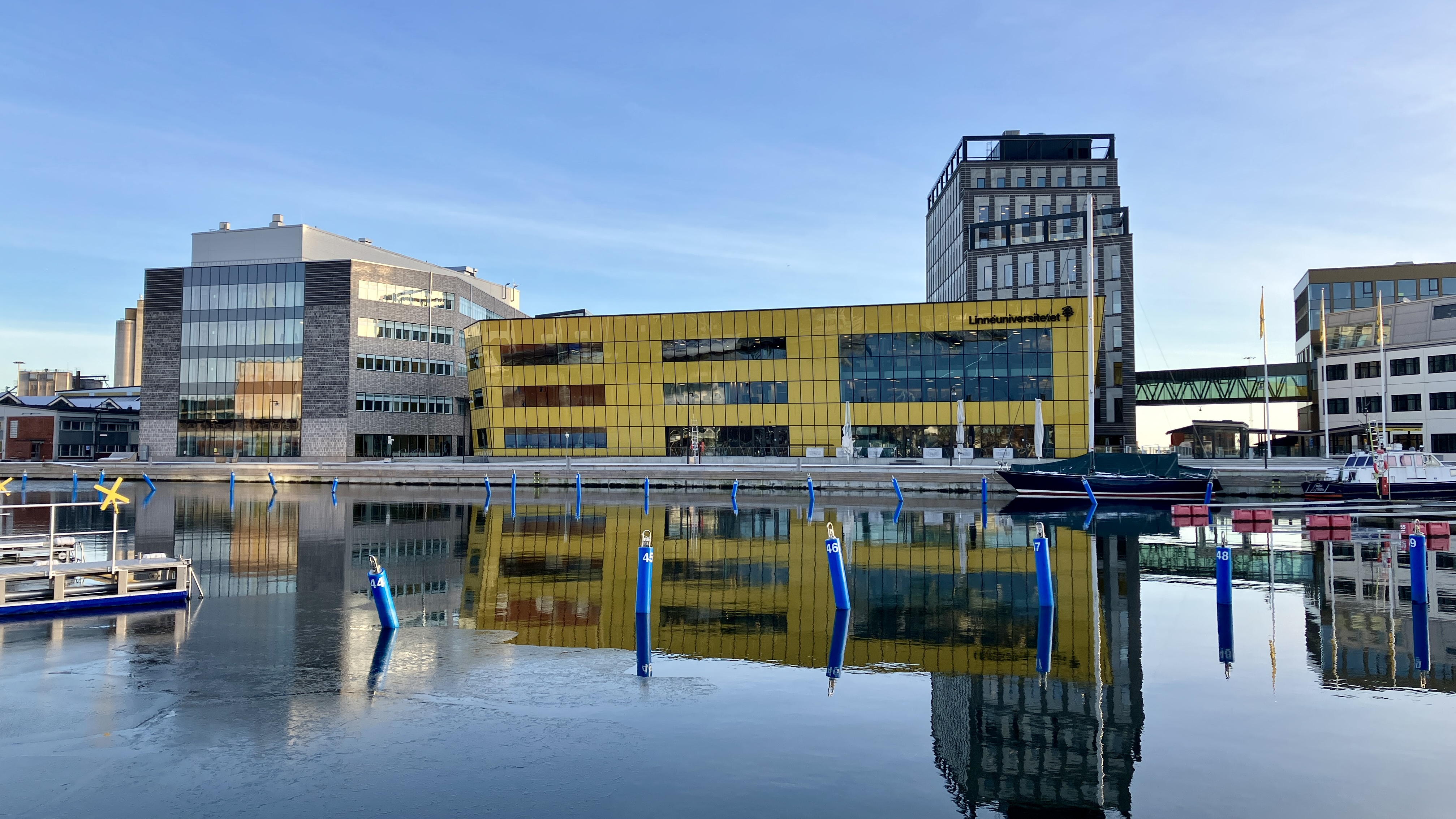
L'université de Kalmar

D'abord spécialisée dans la formation liée à la marine depuis 1840, avec l'Académie de marine, Kalmar se dote d'une université en 1977 à la suite du plan pour l'éducation de 1968. Fusionnée avec l'université de Växjö depuis janvier 2010, pour former l'université de Linné, elle propose 60 programmes de formations, dont une vingtaine de masters. À Kalmar même les étudiants trouvent des cycles en écologie aquatique, en biologie marine, biochimie, sciences de l'environnement, sciences biomédicales, chimie organique, nanosciences et nanotechnologies, sciences commerciales et économiques. La musicologie s'étudie sur le site de Hultsfred, tandis que celui de Nybro se spécialise dans l'ingénierie.

### Domaines d'activité
En 2009 l'activité se répartit entre un secteur industriel encore actif en dépit d'un climat économique défavorable, un secteur commercial de vente au détail et des emplois de service publics et privés. Les plus gros employeurs avec chacun plus de 200 employés restent Atlas Copco Construction Tools AB (machines d'extraction et de chantier), le transporteur Nobina Sverige AB (anciennement Swebus), Tidningsbärarna KB Skånsk AB le spécialiste du courrier, les boucheries KLS Ugglarps AB et Ikea.

## Architecture

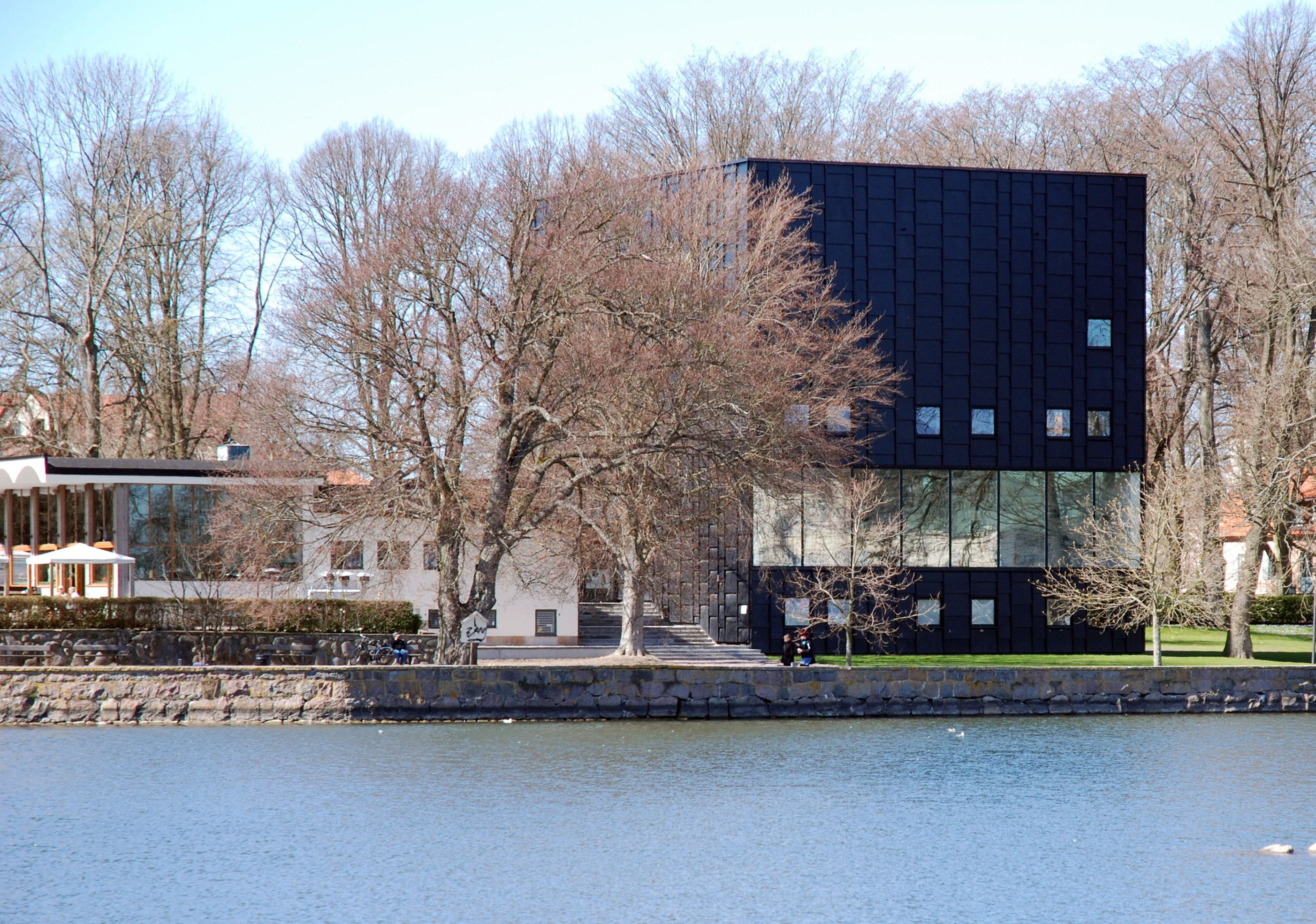
Musée des arts

Le théâtre de Kalmar construit en 1863 a été imaginé par Bror Carl Malmberg.
Le bâtiment de police a été conçu par les architectes Lise Roel et Hugo Höstrup en 1965.
Le musée des arts de Kalmar, dessiné par Tham et Videgård Hansson, a été inauguré en 2008 dans le parc de la ville Renaissance. Il contient des archives du design local (Nyborg) et propose une exposition permanente sur l'art contemporain et le design de la région, et siège non loin du restaurant années 1930 imaginé par l'architecte Sven-Ivar Lind.

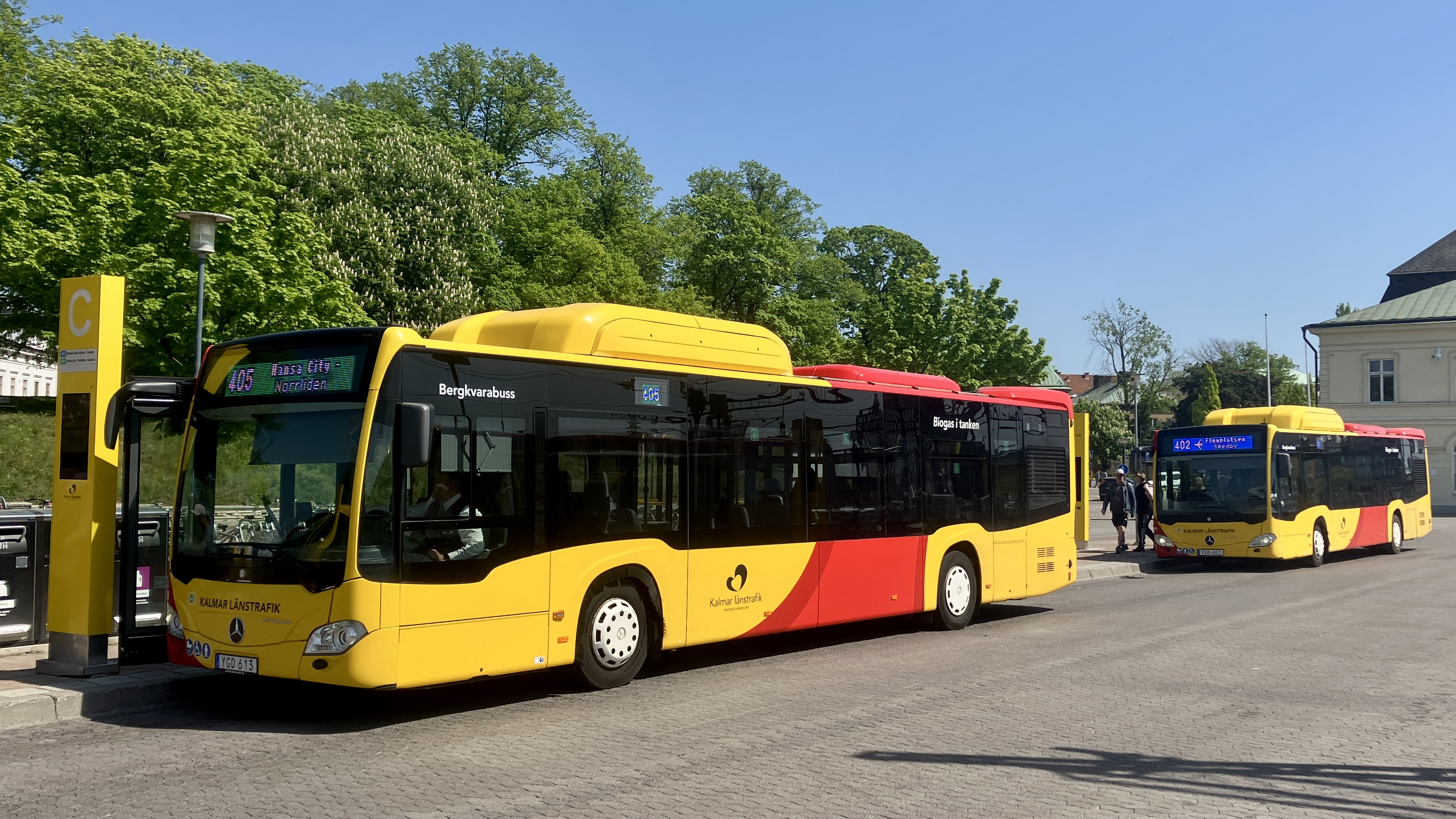
Bus du réseau "Kalmar länstrafik" en gare de Kalmar C.

## Transports
La ville de Kalmar est desservie par son aéroport. Elle est également accessible par le train à travers la ligne Stångådalsbanan au départ de Linköping, et par la ligne littorale Kust till Kust qui la relie à Göteborg via Karlskrona. Les axes routiers principaux qui la traversent sont l'E22 et l'autoroute 25 (riksväg 25) qui la relie à Halmstad. L'île d'Öland qui lui fait face est connectée par le pont du même nom.
La ville bénéficie également de six lignes de bus citadines, accessibles depuis la station centrale de Kalmar, ainsi que d'un réseau de cars de liaisons extérieures avec les autres comtés, exploités par la compagnie privée du comté de Kalmar, Kalmar Länstrafik AB (KLT).

## Sports
- Football : Kalmar FF, Lindsdals IF, Kalmar AIK, IFK Berga
- Hockey sur glace : Kalmar HC
- Football américain : Kalmar Pirates
- Rugby : Kalmar Södra IF
- Floorball : FBC Kalmarsund, Kalmar IBK

## Jumelage
La ville de Kalmar est jumelée avec :
- Samsun, Turquie
- Árborg (Islande)
- Arendal (Norvège)
- Entebbe (Ouganda)
- Gdańsk (Pologne)
- Kaliningrad (Russie)
- Panevėžys (Lituanie)
- Savonlinna (Finlande)
- Wilmington (États-Unis)
- Wismar (Allemagne)

## Personnalités
- Alice Babs (1924-2014), chanteuse et actrice, née à Kalmar
- Lena Hallengren, femme politique, née à Kalmar
- Lotte Laserstein, peintre décédée en 1993
- Anna Petrus (1886–1949), sculpteuse y est décédée
- Rosalie Sjöman (1833-1919), née à Kalmar, pionnière de la photographie suédoise.

## Galerie

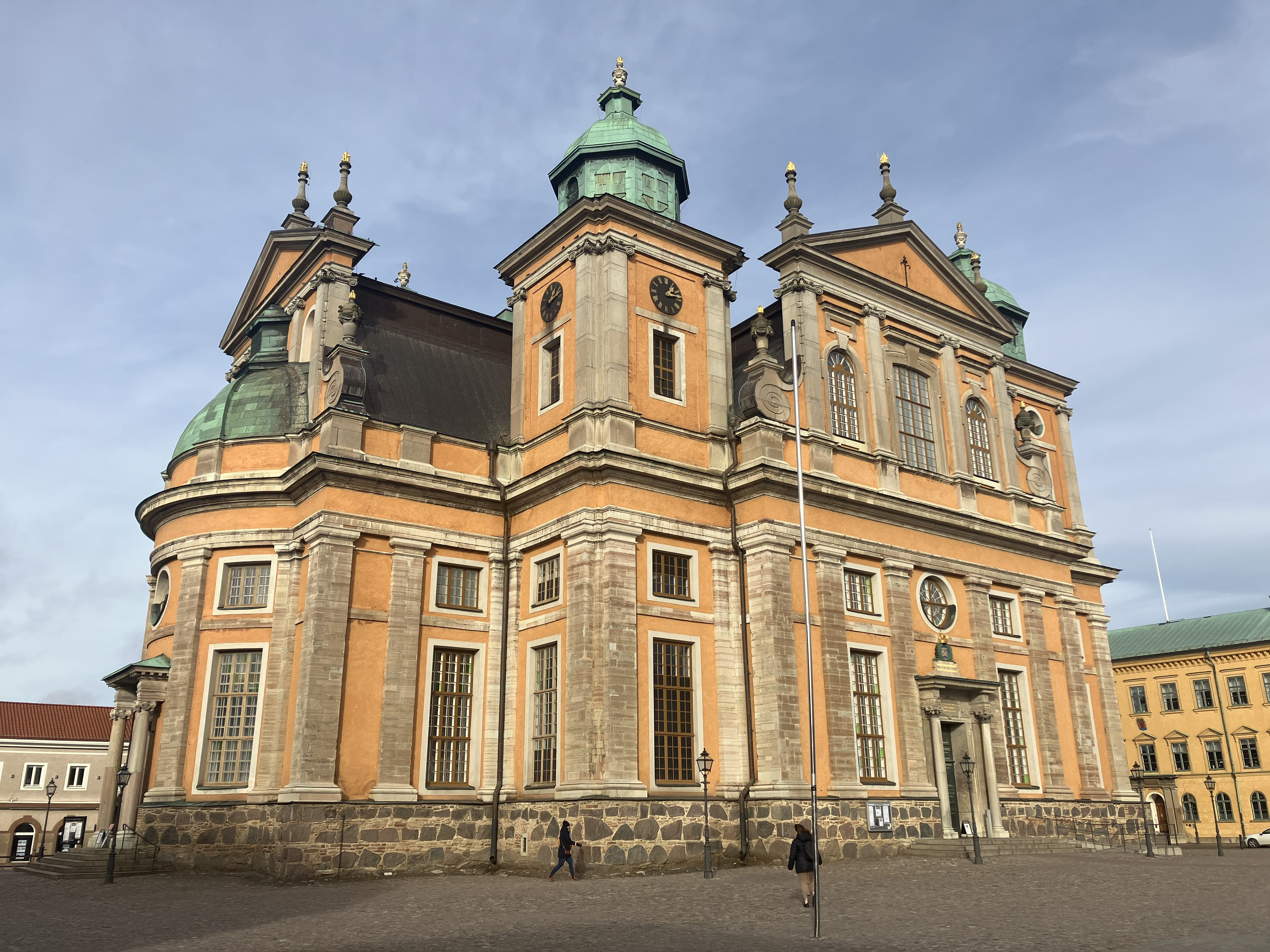
La cathédrale
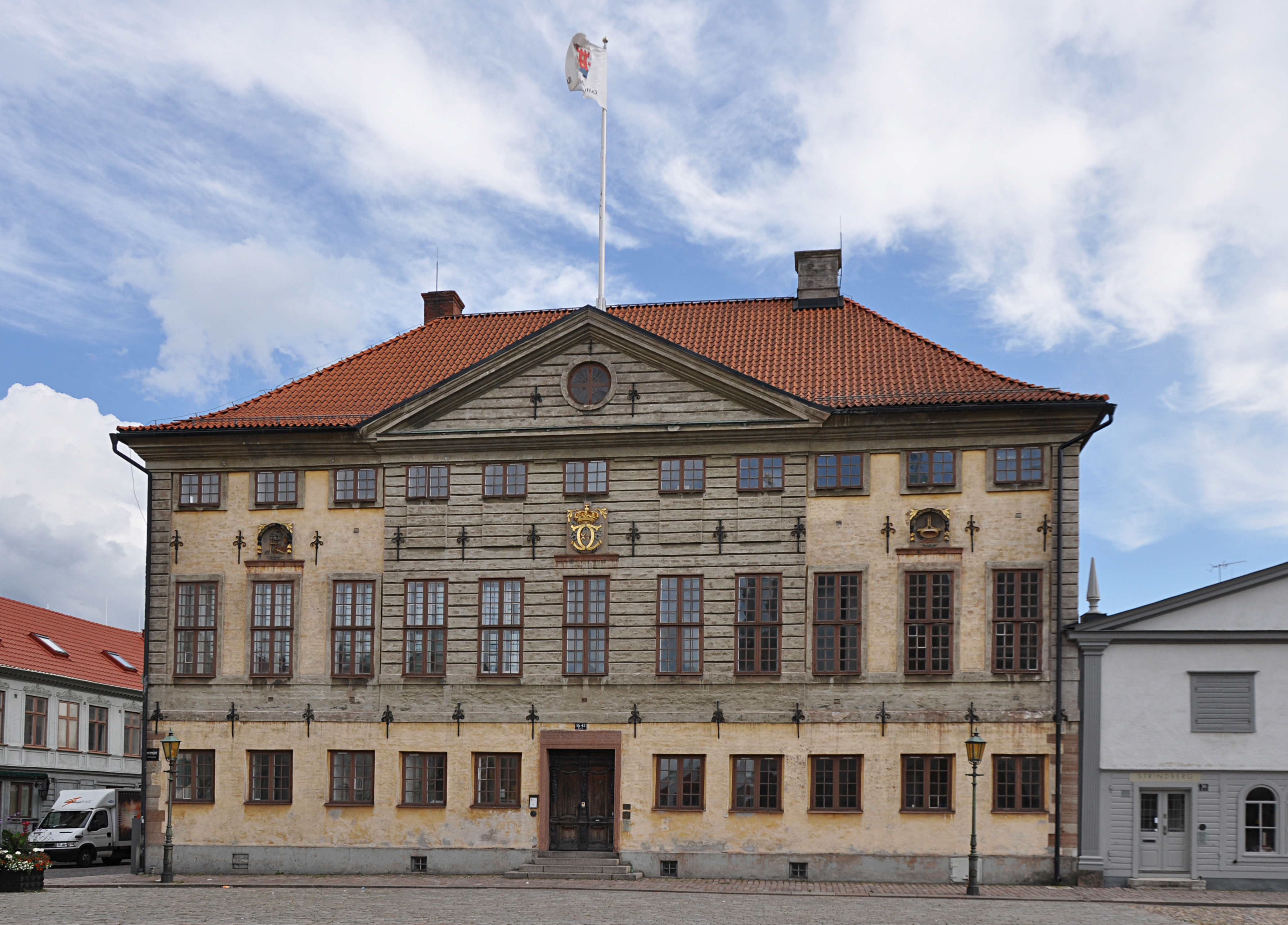
La mairie
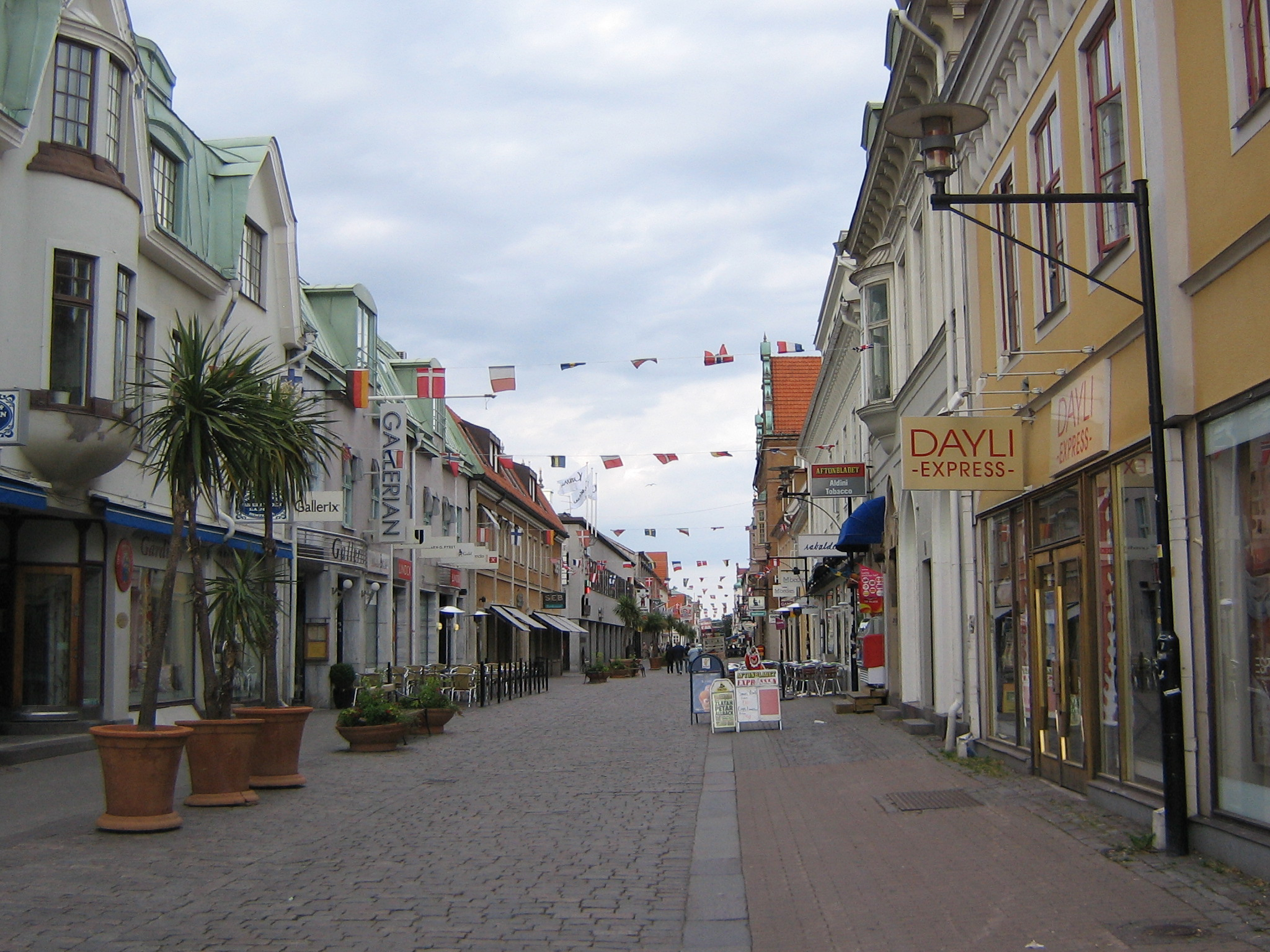
Storgatan, une des rues principales du centre-ville
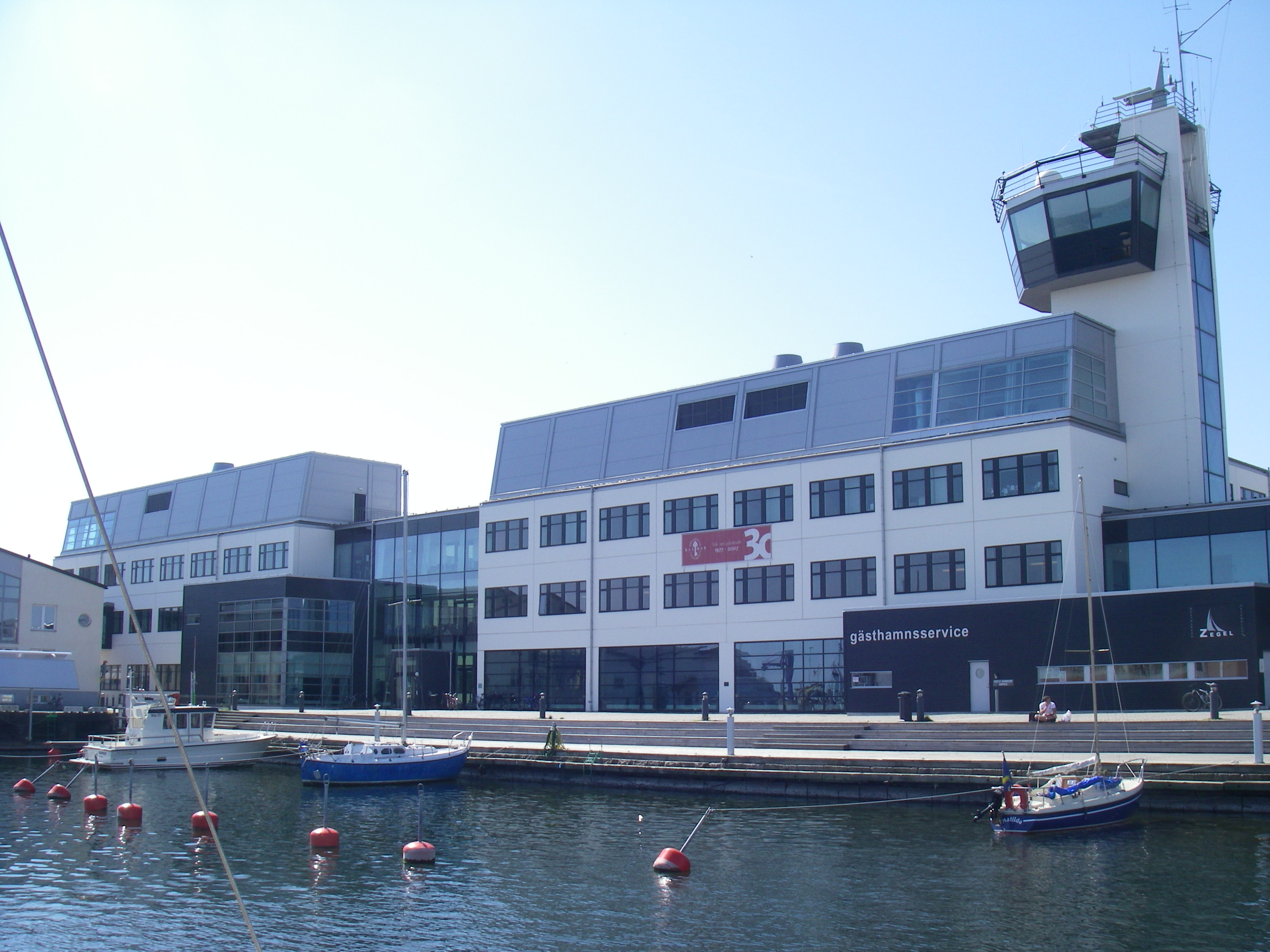
École de la Marine
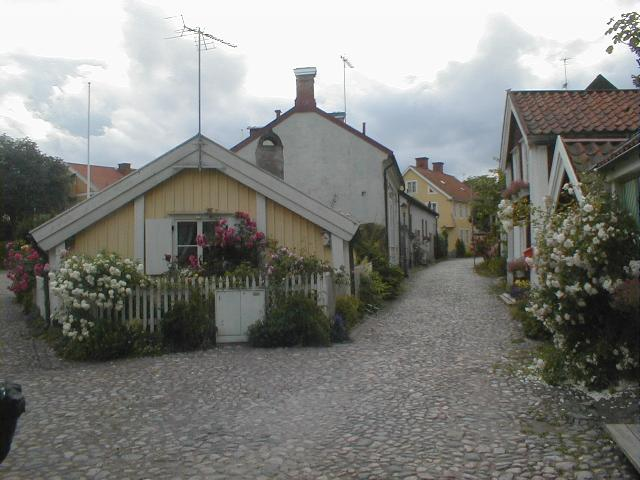
La vieille ville
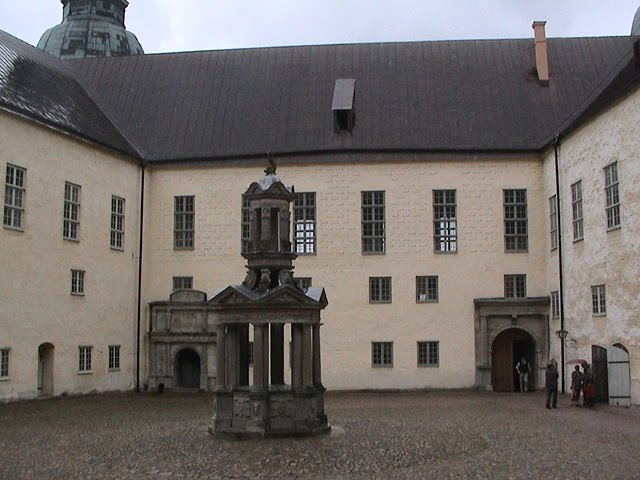
Cour intérieure du château de Kalmar